# HD 14832
HD 14832，又名CD-43 724，SAO 215878、HR 698，是一颗恒星，视星等为6.31，位于銀經260.03，銀緯-65.6，其B1900.0坐标为赤經2h 18m 16.5s，赤緯-43° -65.6′ 25″。